# Blas Valera
Pour les articles homonymes, voir Valera.
Blas Valera, né en 1545 à Chachapoyas (Pérou) et décédé le 2 avril 1597 à Malaga (Espagne), était un prêtre jésuite métis quechua-espagnol, historien, humaniste et linguiste quechua.

## Biographie

### Formation et premières années
De sang mêlé le jeune Blas est le fils naturel du capitaine espagnol Luis Valera, conquérant de Chachapoyas et encomendero de Chibalta et Quitaya, et de Francisca Pérez, probablement de la famille royale inca. Il est le frère du philosophe Jerónimo Valera. Avant d'entrer chez les Jésuites il étudie le latin à Trujillo et fait deux années de lettres et une année de théologie à Lima. 
Admis dans la Compagnie de Jésus le 29 novembre 1568 Blas fait son noviciat à Lima. Après ces deux années de formation spirituelle il est affecté à Huarochiri (1571) et Cuzco où il est ordonné prêtre en 1573. Il se trouve ensuite à Juli (1577) et Potosí (1580). 
En 1585, il enseigne le latin à Lima. Sa compétence en quechua (langue de sa mère) est mise à contribution. Il collabore avec Alonso de Bárcena et Bartolomé de Santiago pour traduire en quechua le catéchisme, le manuel confessionnaire et le sermonnaire castillans de José de Acosta, livres dont le IIIe Conseil provincial de Lima (1582-1583) avait ordonné l'impression.

### Faute et punition
Pour les fautes dont il est accusé à Potosí, peut-être de chasteté, le Supérieur Général Claudio Acquaviva juge opportun (en 1583) de l'expulser de la Compagnie de Jésus et de le transférer (1587) dans un autre ordre religieux. S'il refusait de le faire, il lui imposait (1588) dix ans de suspension a divinis, dont quatre en prison, après quoi il pouvait entendre la messe et recevoir la communion dans la chapelle domestique, et être employé aux petits offices de la maison, ou mieux encore, être envoyé en Espagne. Il n'existe aucune trace de l'exécution de cette sévère punition.
Déjà en 1585 et 1586, Valera avait demandé au Supérieur Général la permission de se rendre à Rome ou d'être transféré dans une autre province. Cette alternative fut également proposée par plusieurs personnes de la province du Pérou. En 1591, Acquaviva ordonne son envoi en Espagne, à destination de l'Andalousie, chargeant à plusieurs reprises les provinciaux successifs de cette province de l'emprisonner jusqu'à nouvel ordre. Valera après avoir séjourné quelque temps à Quito, part pour l'Espagne vers 1593. Il arrive à Lisbonne en mai 1595.
En raison de sa bonne conduite et des rapports favorables d'Esteban Cabello, procureur du Pérou, le provincial d'Andalousie, Cristóbal Méndez, en accord avec ses conseillers, suspend l'exécution de l'ordre de prison et confie à Valera les cours d'humanités du collège de Cadix et, plus tard, le confessionnal des hommes. Malgré plusieurs témoignages et représentations en faveur de Valera, Acquaviva désapprouve l'attitude des supérieurs andalous et maintient sa décision (qui ne semble pas avoir été appliquée par le provincial d’Andalousie). 
Cette affaire donne lieu à un ‘postulat’ (demande officielle) de la congrégation provinciale du Pérou en 1582, visant à interdire l’admission de métis dans la Compagnie de Jésus.

### Historien et linguiste
Valera se trouve à Cadix lorsque la ville est prise et saccagée par les Anglais (juillet 1596), qui détruisent l'église et le collège jésuite, en particulier sa bibliothèque. Valera y perd la plupart de ses manuscrits. Ce qui est sauvé du sac de Cadix est donné à Inca Garcilaso de la Vega par le jésuite sévillan Pedro Maldonado de Saavedra, professeur d'Écriture sainte à Cordoue en 1600.
En tant qu'historien, Valera est apprécié pour son histoire de l'empire inca, dont plusieurs extraits sont repris par le chroniqueur Inca Garcilaso de la Vega dans son Comentarios Reales de los Incas (Commentaires royaux des Incas, Cordoue 1617). 
Valera a également écrit une Historia Occidentalis qui est citée par Alonso de Sandoval dans son célèbre ouvrage De Instauranda Aethiopum salute (Séville 1627). Peut-être s'agit-il d'une seule et même œuvre que Valera aurait composé vers 1579 sur El sucesso de la predicación evangélica en essos reinos. Le vocabulaire historique mentionné par Joan (Giovanni) Anello Oliva dans son Histoire du Pérou lui est attribué et, avec moins de fondement, Valera a été identifié avec l'auteur anonyme de l'Histoire des Jésuites au Pérou, une identification qui reste problematique.  
Transféré à Malaga peu après le désastre de Cadix le père Blas Valera y meurt le 2 avril 1597.

## Écrits
- Historia de los Incas.
- Relación de las costumbres antiguas de los naturales del Perú: Tres relaciones de antigüedades peruanas, édité par M. Jiménez de la Espada (Madrid, 1879. Asunción 1950).